# Limosina denticulata
Limosina denticulata är en tvåvingeart som beskrevs av Oswald Duda 1924. Limosina denticulata ingår i släktet Limosina och familjen hoppflugor. Inga underarter finns listade i Catalogue of Life.